# Río de los Sauces (Córdova)
Río de los Sauces é um município da província de Córdova, na Argentina. Possui cerca de 880 habitantes, e está situada a 200 km da cidade de Córdova.